# Kyrrhos

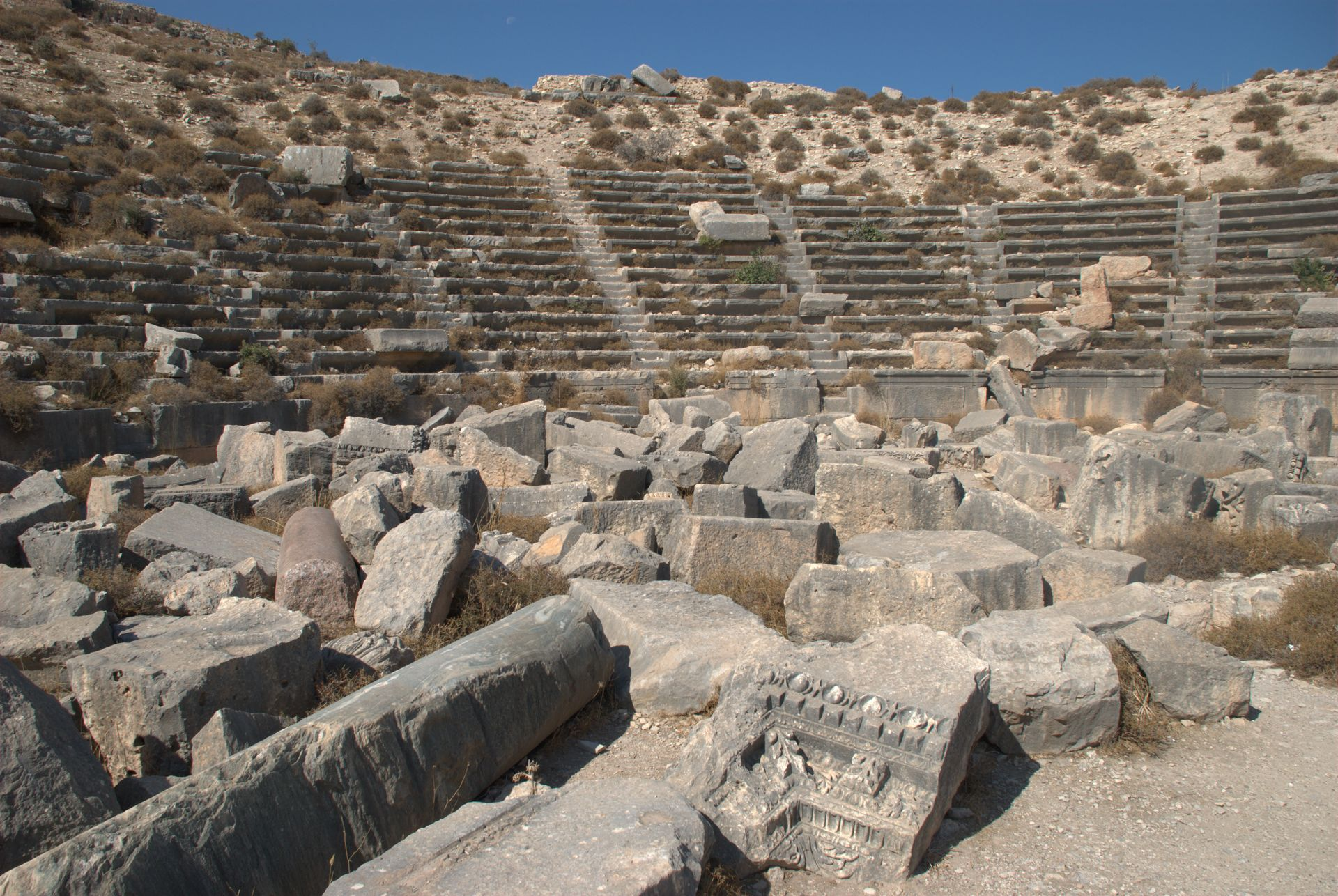
Das gut erhaltene Amphitheater gehört mit 115 Metern Durchmesser zu den größten römischen Theatern in Syrien

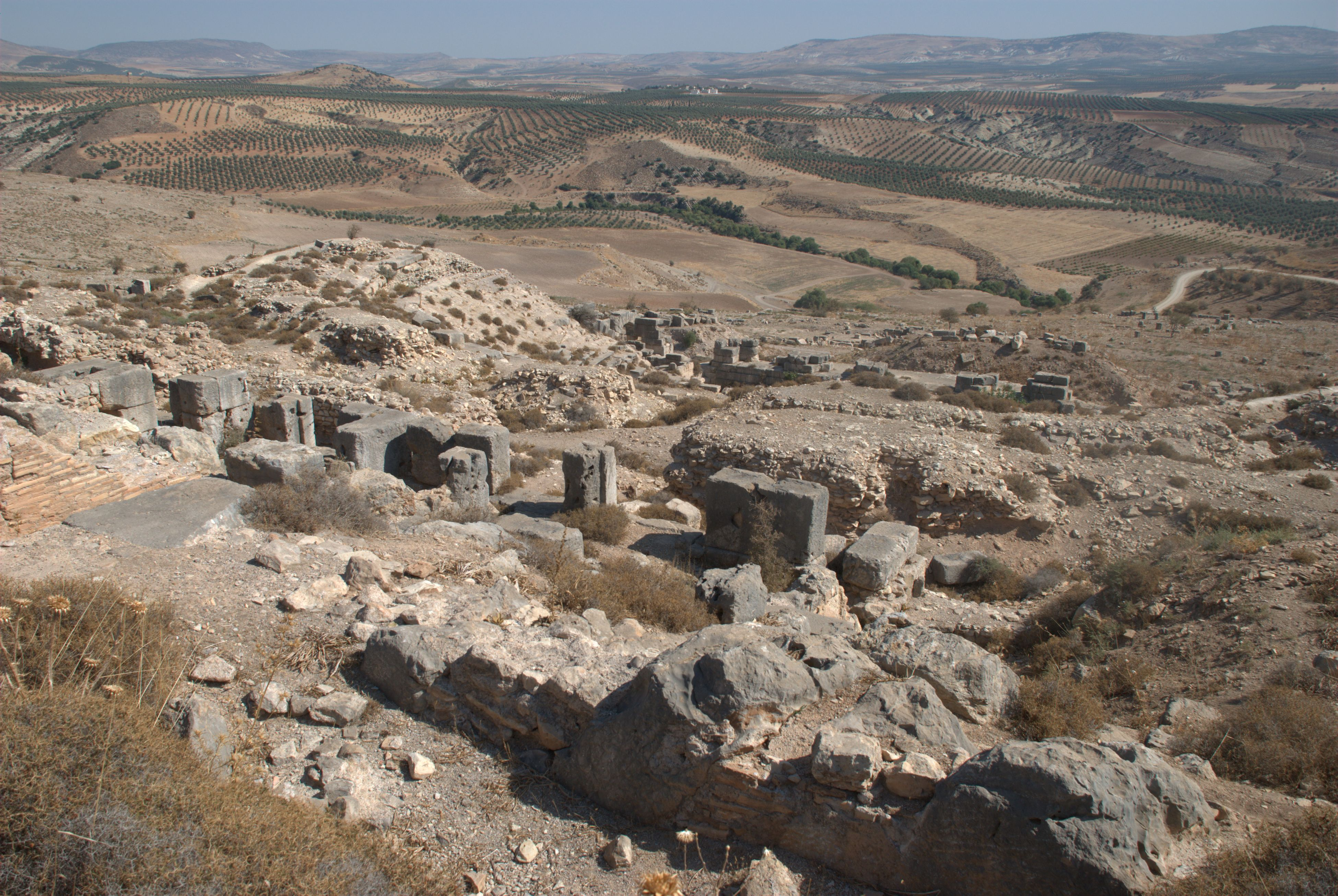
Blick nach Osten von der Anhöhe im Norden der Zitadelle. Von den beiden Basiliken in der hinteren Bildmitte sind jeweils nur ein Rundbogen und Mauerreste der Apsis erkennbar

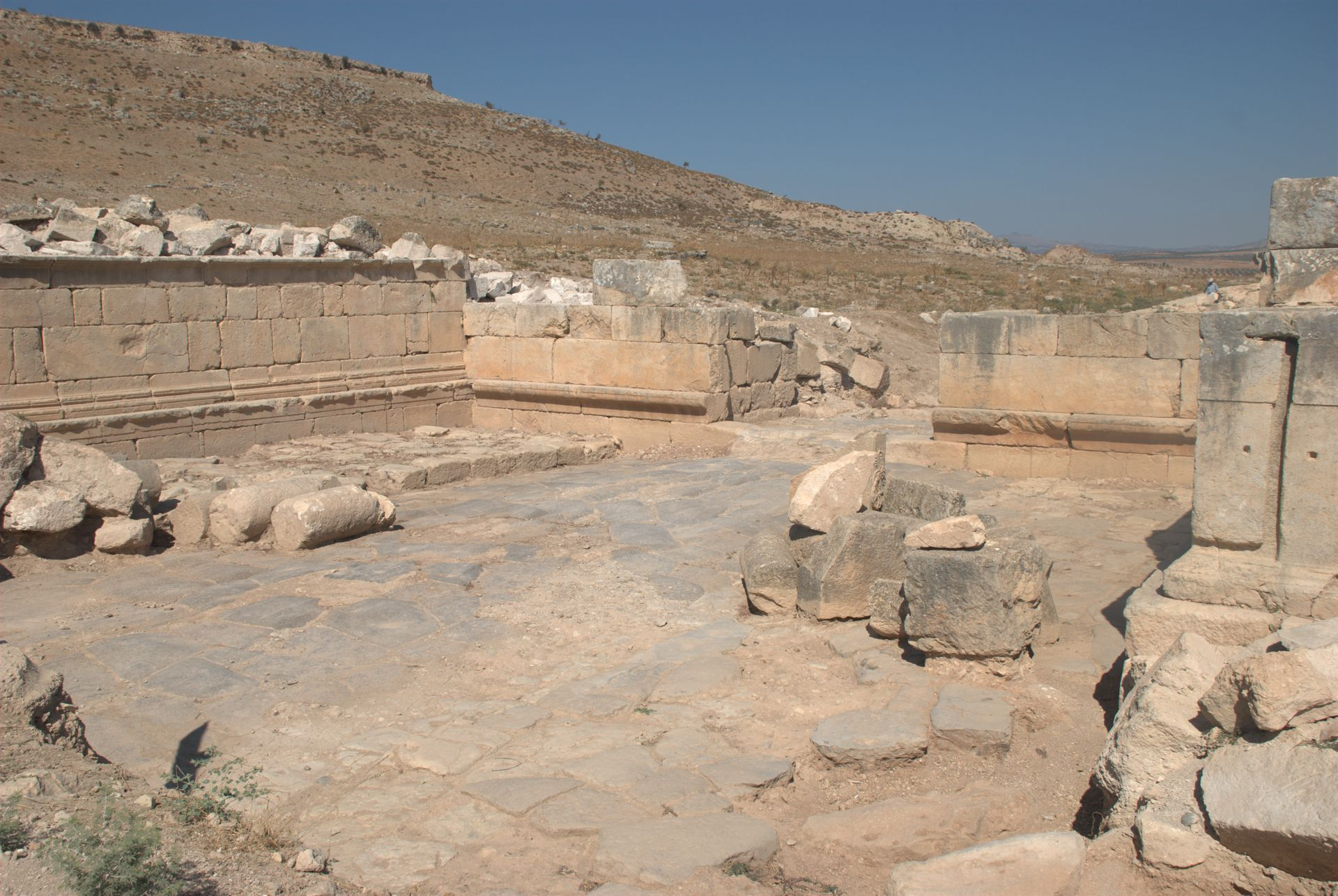
Der heutige Zugang zum Ruinengelände führt durch das ausgegrabene Südtor

Kyrrhos (Κύρρος), auch Cyrrhus, Kiros, Kibros, Ḳūrus (حوروس), Hagioupolis, heute Nebi Huri; war eine antike Stadt an der Straße von Antiochia nach Zeugma im heutigen Nordsyrien. 

## Lage
Die Ruinen von Nebi Huri liegen etwa 70 Kilometer nordwestlich von Aleppo und 28 Kilometer nördlich von Azaz nahe der türkischen Grenze auf einem steinigen Hügel. In der Umgebung gedeihen Olivenbäume. Das nächstgelegene Dorf Dayr Sawwan an der Zufahrtsstraße von Süden ist sechs Kilometer entfernt. In der Ebene ein und zwei Kilometer südlich des Ortes sind zwei Straßenbrücken aus römischer Zeit (3. Jahrhundert) noch einschließlich ihres Pflasterbelages intakt. Die nächstgelegene, fünfbogige Brücke überquert den Fluss Sabun, der im Osten die natürliche Grenze der antiken Stadt bildete, eine dreibogige Brücke führt über den Fluss Afrin.

## Geschichte
Die Provinzstadt wurde durch Antigonos I. Monophthalmos um 300 v. Chr. oder Anfang des 3. Jahrhunderts v. Chr. durch die Seleukiden gegründet. 64 v. Chr. wurde Kyrrhos vom römischen Feldherrn Gnaeus Pompeius Magnus eingenommen, der Ort diente als militärischer Stützpunkt in dem Kämpfen zwischen Römern und Parthern. Die Sassaniden plünderten die Stadt 256. In der Spätantike wurden hier die Gräber der Märtyrer Kosmas und Damian verehrt. In byzantinischer Zeit war Kyrrhos Hauptstadt der Provinz Kyrrhestike in der Diözese des Ostens. Unter Bischof Theodoret wurde die Stadt zu einem beliebten Ziel von Pilgerfahrten. Kyrrhos war ein Suffragan-Bistum von Hierapolis Bambyke in der Provinz Euphratensis. Wie Bauinschriften belegen, wurde die Befestigung der Stadt bis ins 6. Jahrhundert unter Justinian I., ausgebaut. 637 fiel die Stadt an die Araber.
1117 wurde sie von den Kreuzfahrern eingenommen und in die Grafschaft Edessa eingegliedert. Unter den Kreuzfahrern spielte die Stadt offenbar eine wichtige religiöse Rolle und war Sitz eines der drei Suffragan-Erzbistümer der Grafschaft. Die Stadt kontrollierte weite Gebiete und konnte durch ihre Steuern eine Garnison von vierzig Rittern unterhalten. Allerdings nahm seine Rolle im Laufe der Jahre ab, da das nahe gelegene Ravendel an Bedeutung gewann. Obwohl die Herren von Kyrrhos zu den wichtigsten Vasallen der Grafschaft Edessa gehörten, gibt es keine genauen Informationen über ihre Herkunft, nur ihre Namen sind überliefert: Ernald (bl. 1126), Baudouin (bl. 1131), Barrigan (bl. 1134), Theobald (bl. 1150). Im Juni 1150 wurde Kyrrhos von dem zengidischen Atabegs von Aleppo, Nur ad-Din, erobert und weitgehend zerstört. Die Stadt ist seither aufgegeben und liegt in Ruinen. Zwischen 1168 und 1170 war der Rubenide Mleh als Vasall Nur ad-Dins mit dem Distrikt von Kyrrhos belehnt.
Kyrrhos wurde 1952 bis 1980 von französischen Archäologen unter Leitung von Edmond Frézouls ausgegraben.

## Stadtbild
Das Stadtgebiet war von einer Umfassungsmauer umgeben, die in byzantinischer Zeit (Ende des 5. Jahrhunderts) restauriert wurde und deren Lage noch erkennbar ist. Ihr unregelmäßiger Verlauf glich sich den Höhenunterschieden des Geländes an, das vom Fluss Richtung Westen um 120 Meter ansteigt. Die Zitadelle, deren erster Bau aus hellenistischer Zeit stammt, lag an der höchsten Stelle am Westrand der Stadt. Im Zentrum wurde die Stadt zwischen den Stadttoren durch eine nordsüdlich verlaufende, sieben Meter breite Säulenstraße durchzogen. Eine weitere Straße verband rechtwinklig dazu zwei weitere Stadttore. Ein großes Amphitheater mit 14 Sitzreihen nutzte den nach Westen ansteigenden Hügel. Nahe dem ehemaligen Nordtor sind die geringen Reste zweier Basiliken aus schwarzem Basalt zu sehen.

## Mausoleum des Nebi Huri

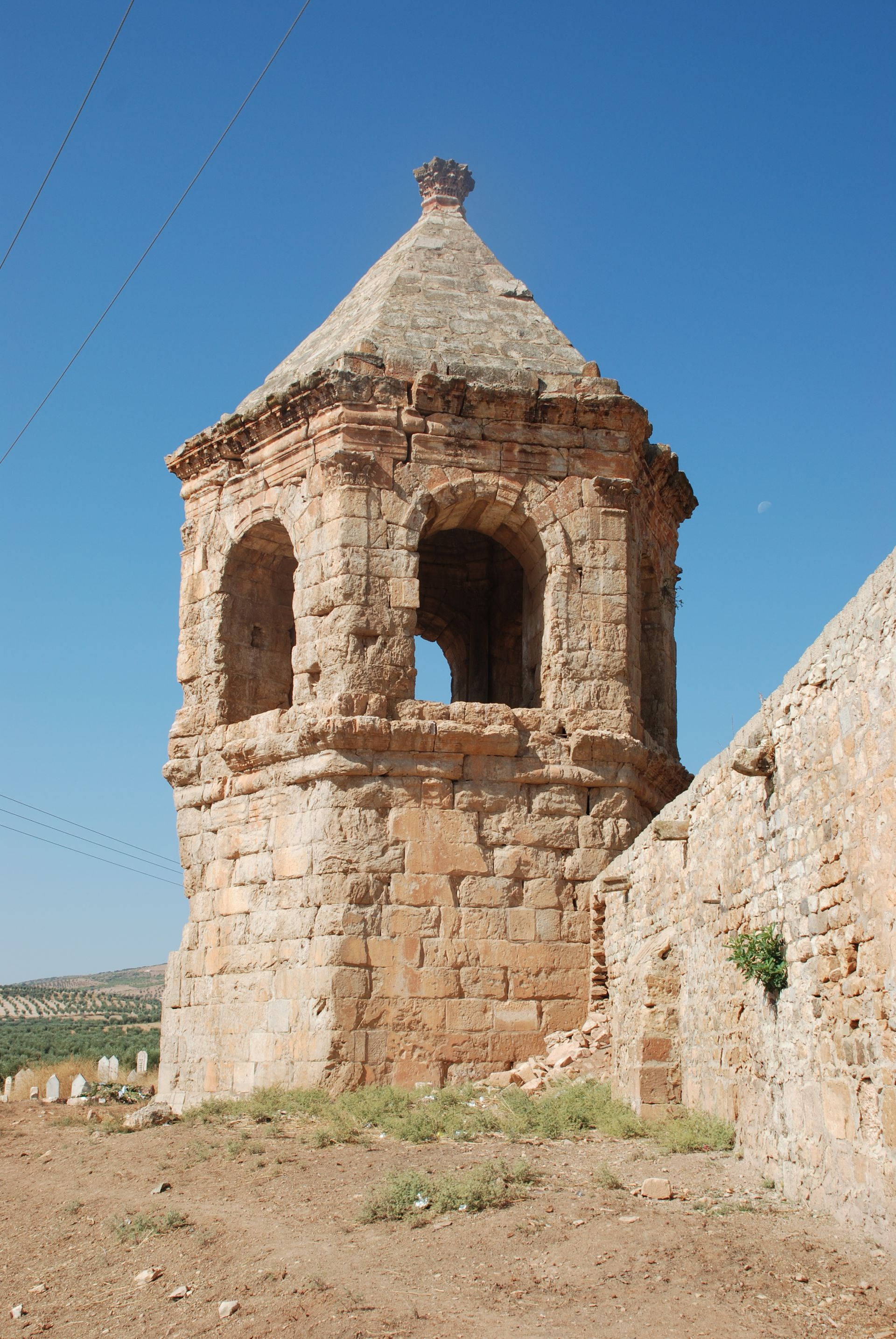
Mausoleum des Nebi Huri. Die Wand rechts gehört zum Moscheeanbau. Das Kranzgesims im Obergeschoss wird durch innen in den Ecken vorgestellte Säulen mit korinthischen Kapitellen getragen

Außerhalb der Stadtmauer, etwa 300 Meter vom Südtor entfernt, blieb ein sechseckiges Mausoleum mit Pyramidendach aus römischer Zeit (2. oder 3. Jahrhundert) vollständig erhalten. Der Erhaltungszustand erklärt sich durch die Widmung des Gebäudes in islamischer Zeit als Grabstätte des als Heiligen verehrten Huri, dem der Ort seinen heutigen Namen Nebi Huri („Prophet Huri“) verdankt. Oberhalb der Grabkammer mit Tonnengewölbe im Erdgeschoss liegt, über eine schmale Treppe erreichbar, im Obergeschoss ein halboffener Kuppelraum. Der untere massive Teil wird an der Fassade durch ein Gesims von der oberen Rundbogenkonstruktion über Eckpfeilern getrennt. Ein ähnlicher, aber quadratischer Turmbau aus derselben Zeit steht weiter südlich in Brad, einer römischen Stadtgründung auf der Höhe des Dschebel Siman. 
Das Mausoleum ist ein bedeutendes Pilgerziel. Im Westen grenzt der einstige römische Friedhof an, der mit teilweise aufwendig gestalteten Grabsteinen bis heute als islamische Begräbnisstätte genutzt wird. Im Hof des Mausoleums spenden einige Bäume Schatten in der ansonsten baumlosen Umgebung. Für die Pilger ist ein einfacher Aufenthaltsraum vorhanden, der direkt neben das Mausoleum gebaute flache Kalksteinbau der Moschee soll aus dem 14. Jahrhundert stammen. Zu dieser Zeit dürfte auch das Grabmal des Heiligen eingerichtet worden sein.
Bunte Stoffstreifen werden von den sunnitischen Gläubigen in die Zweige der danebenstehenden Bäume gesteckt. Für diese Fetzenopfer kann jede Art Stoff verwendet werden, erforderlich für die wunscherfüllende oder Baraka-spendende Wirkung ist eine persönliche Beziehung zu dem Stück, das als Teil der spendenden Person am heiligen Platz zurückbleibt. Um persönliche Wünsche zu äußern, gibt es an der nördlichen Außenmauer der Moschee auch einige flache Vertiefungen, in die kleine Steinchen gelegt werden. Bleiben sie an der Wand haften, so gilt das als Zeichen, dass der Wunsch anerkannt wurde. Hier kann ein Gelübde abgelegt werden, das kein Opfer als Gegenleistung erfordert.
Ein alter Ziehbrunnen liefert Trinkwasser, das für seine Reinheit geschätzt wird, obwohl das Wasser selbst kein Baraka (Segenskraft) enthalten soll und höchstens indirekt wirkt, indem der Gang zum Brunnen dem Pilgerweg zum Mausoleum gleichkommt.
Traditionell werden jeden Freitag hier Opfertiere geschlachtet – üblicherweise Schafe oder Ziegen – und anschließend zum Ausbluten in die Bäume gehängt. Die rechte Hand wird dabei in den Blutstrom getaucht und als Abdruck (Hand der Fatima) an den Mauern hinterlassen. Das Fleisch kann vor Ort zubereitet oder von den Familien nach Hause genommen werden.

## Bekannte Bewohner
- Avidius Cassius, 175 n. Chr. römischer (Gegen-)Kaiser, wurde in Kyrrhos geboren.
- Theodoret von Kyrrhos (423–457), ein byzantinischer Theologe des 5. Jahrhunderts, dessen Schriften im Dreikapitelstreit verdammt wurden.

## Römische Auxiliareinheit
In der röm. Kaiserzeit wurde die Auxiliareinheit Cohors II Cyrrhestarum aus der Stadt Cyrrhus und ihrer Umgebung rekrutiert.